# 刘林 (航天器轨道力学专家)
刘林（1936年—），男，江苏南京人，中国天体力学和航天器轨道力学专家，南京大学教授。